# Промислово-фінансова група
Промисло́во-фіна́нсова гру́па (акр. ПФГ) — об'єднання, до якого можуть входити промислові й сільськогосподарські підприємства, банки, наукові й проектні установи, інші установи та організації всіх форм власності, що мають на меті отримання прибутку, і яке створюється за рішенням Уряду України на певний термін з метою реалізації державних програм розвитку пріоритетних галузей виробництва і структурної перебудови економіки України, зокрема програми згідно з міждержавними договорами, а також виробництва кінцевої продукції.
Сучасні ПФГ — універсальні за характером діяльності та транснаціональні за їх масштабами об'єднання. Створені на основі акціонування, поєднання фінансових і ділових зв'язків, вони об'єднали промислові фірми, банки та інші фінансові інститути, торговельні і будівельні компанії, а також компанії інших галузей господарства.
Головне підприємство промислово-фінансових груп (ПФГ) — підприємство, створене відповідно до законодавства України, яке виготовляє кінцеву продукцію ПФГ, здійснює її збут, сплачує податки в Україні та офіційно представляє інтереси ПФГ в Україні та за її межами. Головне підприємство ПФГ втрачає право на будь-які пільги з питань оподаткування, яке воно мало або може мати згідно з чинним законодавством України.
Транснаціональна промислово-фінансова група — ПФГ, до складу учасників якої входять українські та іноземні юридичні особи.
Можна також визначити ПФГ як промислово-фінансове об'єднання підприємств особливого виду, яке створюється і діє на засадах партнерських відносин між державою та суб'єктами господарювання.
ПФГ є суб’єктом господарювання – господарською організацією, що виникає з Генеральної угоди ПФГ як організаційного господарського договору, який укладається за участю господарських організацій та органів публічної влади, містить елементи приватноправового та публічно-правового регулювання і направлений на створення суб’єкта господарювання (за діючим законодавством – без статусу юридичної особи) та забезпечення організаційно оформленої спільної діяльності його учасників.
Перше визначення було надано відповідним Законом України «Про ПФГ в Україні» від 21 листопада 1995 року, чинність якого було скасовано 2 жовтня 2010 року. Процес створення та діяльності ПФГ в Україні пішов дещо іншим шляхом, – шляхом існування «фактичних», тобто не зареєстрованих у встановленому законодавством порядку ПФГ; потенційні моральні втрати при цьому носять суб'єктивний характер, а потенційних матеріальних зазнає держава та її промисловість і соціальна сфера у вигляді потенційних програм, що не реалізуються, потенційних додаткових товарів, що не виробляються, потенційних додаткових сум податків, що не стягуються та не потрапляють до Державного та місцевих бюджетів.
У середині 1990-х років в Україні були сформовані так звані «фактичні» ПФГ, основними характеристиками правового статусу яких були:
1. Відсутність правосуб'єктності. Група включає в себе економічно самостійні суб’єкти господарювання та не має власної правосуб'єктності;
2. «Фактична» ПФГ може здійснювати господарську діяльність у різних сферах господарювання; в тому числі й у сферах зі швидким оборотом капіталу (сфері надання послуг, торгівлі тощо). При цьому учасники «фактичної» ПФГ не задіяні у виконанні державних програм розвитку пріоритетних галузей виробництва та структурної перебудови економіки України. Цим вони можуть «виводити» фінансові ресурси зі сфери виробництва у сферу обігу, де швидкість обороту капіталу є більшою;
3. Створення «фактичної» ПФГ відбувається без перевірки документів з боку галузевого міністерства, Мінекономіки, Фонду держмайна, що дозволяє учасникам зберігати у певній таємниці як позитивні, так і негативні фактори співпраці;
4. В результаті практично повної неможливості визначення власника (власників) «фактичної» ПФГ складається ілюзія конкуренції на певному ринку якого-небудь продукту в регіоні, країні, а ринок тим часом монополізується; тобто «фактичні» ПФГ майже неможливо контролювати з допомогою антимонопольного законодавства;
5. Через те, що зв’язки між учасниками «фактичної» ПФГ важко прослідити, вони спроможні за допомогою переміщення матеріальних та грошових коштів, а також використання прикриття у вигляді інститутів комерційної та банківської таємниці, приховувати доходи, «уводити» їх в «тінь» чи офшори.[7]

Планувалося, що завдяки формі ПФГ фактично існуючі об’єднання підприємств банківського та промислового секторів виконуватимуть державні програми. Проте утворення ПФГ в Україні не відбулося. Створена правова база виявилася недостатньою для поширення ПФГ в Україні. Лише 16 травня 2001 року постановою КМУ № 547 було видано постанову про створення першої вітчизняної ПФГ – ПФГ «Титан» з метою реалізації Комплексної програми розвитку кольорової металургії України, але її не було зареєстровано у Міністерстві економіки та з питань європейської інтеграції. А вже 28 жовтня 2004 р. постановою КМУ № 1420 попередню постанову було скасовано і ПФГ «Титан» ліквідовано.
Згідно з поняттям ПФГ повинна була характеризуватися:
1. за учасниками – як «об'єднання, до якого можуть входити промислові підприємства, сільськогосподарські підприємства, банки, наукові і проектні установи та організації всіх форм власності, що мають на меті отримання прибутку»;
2. за характером створення (реєстрації) – «за рішенням Уряду України»;
3. тимчасовістю дії – «на певний термін»;
4. публічною метою створення – «реалізація державних програм розвитку пріоритетних галузей виробництва і структурна перебудова економіки України, включаючи програми згідно з міждержавними договорами, а також виробництва кінцевої продукції».[9]

Законодавство про ПФГ містячи зобов'язання груп виконувати державну програму (тобто зобов'язання одної сторони), майже не містило зобов'язань держави (іншої сторони) з питань підтримки їх у цьому. Більше того, у пункті 2 статті 1 Закону про ПФГ містилася норма, якою скасовувалися пільги з питань оподаткування головного підприємства ПФГ, яке воно мало або може мати згідно з чинним законодавством України. Тому немає нічого дивного, що процеси створення ПФГ протікають доволі повільно. Учасники ПФГ для виконання державних програм повинні отримувати конкретні пільги.
Не сприяв створенню ПФГ і сам порядок їх створення, який був доволі розтягнутим у часі (п'ять місяців та два тижні при створенні національної і вісім місяців та два тижні при створенні транснаціональної ПФГ), і, головне, не гарантував прийняття рішення у цей строк, як і не передбачав дій учасників після його закінчення. На практиці створення (реєстрація) ПФГ могло розтягнутися на рік і більше. При цьому необхідно було зібрати більш ніж 170 підписів відповідних чиновників: для підпису Прем'єр-Міністра необхідний урядовий комітет, перед цим повинні бути узгодження зі службовцями відділів у департаментах і профільних комітетів міністерств, виконавців, заступників держсекретарів, держсекретарів Міністерства фінансів України, Міністерства державного майна, Мінекономіки, Мінекології, Міністерства промислової політики, Антимонопольного комітету, Державної податкової адміністрації, Мінюста, уповноваженими особами регіональних представництв міністерств у областях, АРК.
Законодавством передбачалося, що ПФГ як суб'єкт господарювання має відокремлене майно на певному титулі речового права. Зокрема певна частка майна учасників ПФГ передається ПФГ для надання їй можливості здійснювати управління групою і виконувати завдання щодо реалізації певної державної програми. Від імені ПФГ володіє, користується і розпоряджається майном головне підприємство ПФГ. Однак розпорядження майном ПФГ, що є спільною частковою власністю її учасників, з боку головного підприємства ПФГ, яке є представником ПФГ, обмежується Генеральною угодою про сумісну діяльність щодо виробництва кінцевої продукції ПФГ. Тобто ПФГ в особі головного підприємства ПФГ володіє, користується і розпоряджається майном на праві оперативного управління. У цьому випадку виходячи з пункту 1 статті 52 ГК України діяльність ПФГ можна визнати некомерційною господарською діяльністю як таку, що здійснюється суб’єктом господарювання і спрямована на досягнення економічних, соціальних, інших результатів без мети одержання прибутку. Одержання прибутку, як випливає із ГК України та Закону України «Про промислово-фінансові групи в Україні», не є основною метою діяльності ПФГ. У даному випадку майно учасників ПФГ надається в оперативне управління ПФГ, інтереси якої представляє головне підприємство ПФГ. Якщо ж головне підприємство ПФГ використовує надане йому майно не лише для управління учасниками групи, а для створення проміжної та кінцевої продукції ПФГ з метою її реалізації й отримання прибутку, то майно згідно зі статтею 136 ГК України може знаходитися у головного підприємства ПФГ на праві господарського відання.
На сьогодні в Україні існують «фактичні» ПФГ і ФПГ, які діють у формі асоційованих підприємств, холдингів, концернів, консорціумів та інших видів об’єднань підприємств. Характерною особливістю більшості із них є можливість управління справами групи банком або фінансовою установою. В Україні банки мали і мають виключну компетенцію, а тому не могли керувати іншими підприємствами групи, що є головною причиною відсутності інтересу вітчизняних суб'єктів господарювання до створення ПФГ.

## В Україні
- Приват
- Ferrexpo
- Систем кепітал менеджмент
- Група ТАС
- Група «Укрпромінвест»
- Смарт-Холдинг
- Енергетичний стандарт
- Індустріальний союз Донбасу
- Фінанси та Кредит
- DMS
- EastOne Group
- DCH
- ТІС Трансінвестсервіс
- UkrLandFarming
- Бурісма Холдингс
- Епіцентр К
- Group DF
- Миронівський хлібопродукт
- Нібулон